# Pisara punctilinea
Pisara punctilinea är en fjärilsart som beskrevs av Alfred Ernest Wileman och South 1919. Pisara punctilinea ingår i släktet Pisara och familjen trågspinnare. Inga underarter finns listade i Catalogue of Life.